# Beskidy Połonińskie
Beskidy Połonińskie (522.2; ukr. Полонинські гори, Połonynśki hory) – makroregion stanowiący wyższą, południową (wewnętrzną) część Beskidów Wschodnich, położony na obszarze Ukrainy, Słowacji i Rumunii, ograniczony rzeką Uż na północnym zachodzie. Najwyższym szczytem jest Howerla (2061 m n.p.m.) w Czarnohorze.
W ich skład wchodzą:
- Połonina Równa (Równa 1482 m n.p.m.),
- Połonina Borżawa (Stohy 1677 m n.p.m.),
- Połonina Czerwona,
- Świdowiec (Bliźnica 1883 m n.p.m.),
- Czarnohora (Howerla 2061 m n.p.m.),
- Połoniny Hryniawskie (Baba Ludowa 1590 m n.p.m.).

Beskidy zbudowane są ze skał osadowych – piaskowców i łupków, podrzędnie zlepieńców (czyli fliszu), powstałych w okresie kredy i trzeciorzędu. Jako pasmo górskie zostały wypiętrzone w trzeciorzędzie, w czasie orogenezy alpejskiej.
Ta część Beskidów ma rzeźbę średniogórską, w najwyższych partiach występują formy polodowcowe – kotły polodowcowe, moreny i jeziorka polodowcowe, powstałe w plejstocenie.
Obszar tej części Beskidów pocięty jest głębokimi dolinami dopływów Dniestru i Cisy. Niższe części stoków pokryte są lasami, a wyższe partie stoków i wierzchowiny zajęte są przez połoniny (1200–1400 m n.p.m.). Większą część Beskidów pokrywają lasy bukowe, bukowo-świerkowe i świerkowe. W 1968 utworzono Rezerwat Karpacki o powierzchni 18,5 tys. ha.
Słabo zaludnione Beskidy Połonińskie przecięte są kilkoma ważnymi szlakami komunikacyjnymi, biegnącymi dolinami rzeki Uż (zachodni skraj) i Czarnej Cisy.